# Felis pardoides
Puma pardoides
Espèce
Synonymes
- Felis pardoides Owen, 1846
- Panthera schaubi Viret, 1954
- Viretailurus schaubi sensu Hemmer, 1964

Felis pardoides  (ou Puma pardoides) est une espèce fossile de petits félins préhistoriques qui a été longtemps considérée comme une espèce primitive de léopards (genre Panthera). Des travaux récents ont cependant montré que Panthera pardoides et Panthera schaubi sont en fait la même espèce et ne sont probablement pas du tout une panthère, mais un membre des Felinae apparenté au Couguar, ce qui les rend plus correctement classés comme Puma pardoides.

## Classification
Panthera schaubi ou Viretailurus schaubi était historiquement souvent considéré comme un membre basal du genre Panthera. Cependant, des recherches menées en 2004 ont conclu que Viretailurus devrait en fait être inclus dans le genre Puma en tant que synonyme junior de Puma pardoides,. Les fossiles de cet animal de la taille d'un léopard datent d'environ 2 millions d'années et ont été découverts en France. Cependant, leur classification était difficile, en raison des similitudes entre les léopards et les pumas, jusqu'à ce que les dents trouvées sur le site transcaucasien du Pliocène supérieur de Kvabebi se révèlent similaires à celles des pumas.

## Histoire taxonomique
Puma pardoides a été initialement décrit en 1846 sous le protonyme de Felis pardoides. 
Un crâne complet a été décrit en 1954 sous le nom de Panthera schaubi, mais a été attribué en 1965 à un nouveau genre sous le nom de Viretailurus schaubi en raison de différences distinctes avec les autres panthères. En 2001, cependant, il a été souligné que les différents fossiles ressemblant à des pumas en Eurasie pouvaient tous être attribués à une seule espèce, Puma pardoides,.

### Publication originale
- [1846] (en) Richard Owen, « A History of British Fossil Mammals, and Birds », John Van Voorst, London,‎ 1846.